# Itmaharela basalis
Itmaharela basalis là một loài bướm đêm trong họ Noctuidae.